# Ladislas de Rohozinski

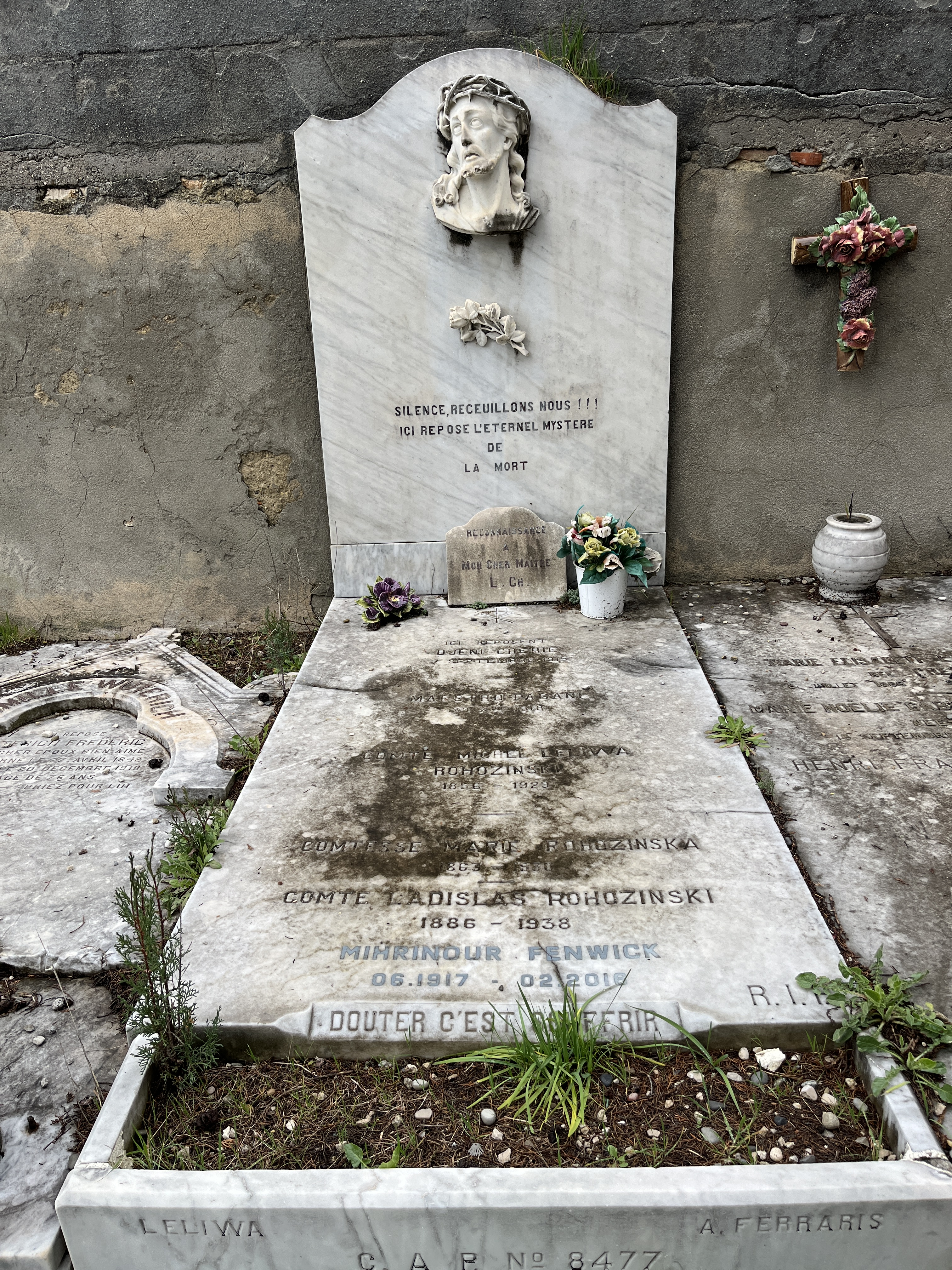
Sépulture de Ladislas Rohozinski au cimetière Caucade à Nice.

Ladislas de Rohozinski (Saint-Pétersbourg, 7 novembre 1886 - Paris 16e, 4 septembre 1938) est un compositeur français d'origine polonaise.

## Biographie
Ladislas de Rohozinski est né à Saint-Pétersbourg en 1886. Il étudie la musique à Paris, avec Eugène Gigout et Vincent d'Indy.
Il s'engage comme volontaire pendant toute la durée de la Première Guerre mondiale, sur le front français, ce qui lui vaudra d'être fait chevalier de la légion d'honneur.
Il épouse en 1908, Nouryé Noury Bey, jeune femme ottomane ayant fui son pays pour l'Occident en 1906. En France, elle se convertit au christianisme, se fait appeler Nouryé Blosset de Châteauneuf (du nom d'un grand-père aristocrate français), puis comtesse Rohozinska après son mariage.
À partir de 1919, il est critique musical dans divers journaux et revues.
Il dirige également entre 1926 et 1928 l'orchestre Pasdeloup au théâtre des Champs-Élysées.

## Œuvres
Ne sont indiquées que les pièces complètes, éditées ou disponibles en manuscrit.

### Musique vocale et chorale
- Quatre mélodies pour voix et piano (1924, publié aux éditions Hamelle) (1. Les hiboux (Baudelaire), 2. La cloche fêlée (Baudelaire), 3. L’ombre des arbres dans la rivière embrumée (Verlaine), 4. Paysage persan (Comtesse de Noailles))
- Promeneuse (Comtesse de Noailles) pour voix, piano, violon, alto et violoncelle (1927)
- Néant (J. Gasquet), pour voix, violon, alto et violoncelle (1929)
- L’amertume (Jean Moréas )– 1934, poème pour chant, hautbois, clarinette, violoncelle et piano dédié « à la mémoire de Joachim Gasquet »
- Trois chœurs à quatre voix à capella (septembre 1932 et avril 1936, Semur) (il existe aussi une réduction pour piano de ces trois pièces)
- Recueil de mélodies (14) pour voix et piano (1936)
  - Dans le sombre chemin d’un rêve, sur un poème de Rabindranath Tagore
  - Un souvenir, sur un poème de G. d’Annunzio
  - Dans le bois, sur un poème de G. d’Annunzio
  - La lune blanche, sur un poème de Verlaine
  - Dans Arles, sur un poème de Toulet
  - Pâle matin de février, sur un poème de Toulet
  - Berceuse, sur un poème de Jean Pourtal de Ladévèze
  - Promeneuse, sur un poème de Madame de Noailles (comtesse de Noailles)
  - Aux beaux jours d'autrefois, dédié à la mémoire de Paul de Magallon, sur un poème de Xavier de Magallon
  - Le songe dépouillé, sur un poème de Georges-Louis Garnier
  - Comme un soleil s’éteint, sur un poème d’Emmanuel Delbousquet
  - A la Malibran (fragment), sur un poème de Musset
  - Lou Jardin, sur un texte de Joseph d’Arbaud en provençal (traduction française d'André Lagier)
  - Les roses de Saadi, sur un poème de Marceline Desbordes-Valmore
- Idylle posthume, Stances macabres pour baryton et piano, poésie de Gauthiers Villars, à une infidèle, publié sous le nom Wladzio Rohozinski, publié aux éditions Durdilly

### Musique pour piano
- Quatre petites pièces pour piano sur un air de danse turc (1916)
- Aube tragique (1919, quatre esquisses pour piano)
- Inquiétudes, 7 pièces pour piano (1920, publié aux éditions Hamelle)
- Huit petites pièces pour piano (1923, publié aux éditions Sénart)
- Pièces tristes pour piano (1924, publiées chez Sénart)
- Ruines de Thil, suite pour piano (1927)
- Trois pièces pour piano (1930)
- Matin d’été, quatre pièces pour piano (1932)
- Souvenirs, trois pièces pour piano (1937)

### Musique de chambre
- Quatre pièces pour violon, alto et violoncelle (1937)
- Promenade, pour violoncelle et piano (1918-19), qui fait partie du cycle Par une chaude après-midi d'été qui contient quatre pièces, mais c'est la seule dont la partition soit parvenue jusqu'à nous
- Sonate en fa dièse mineur pour piano et violon (1919, publié aux éditions Hamelle)
- Quintette en fa mineur (1923), pour deux violons, alto, violoncelle et piano
- Trois pièces pour violon et piano (1925, publié aux éditions Sénart)
- Quatre pièces en trio pour piano, clarinette en si bémol et violon (1926)
- Quatre pièces en trio pour flûte, violon et piano (1931-1932)
- Leïla et Medjnoun (1924, quatre esquisses pour deux flûtes (ou flûte et clarinette) et piano)
- Spleen (1923, quatre pièces pour clarinette et violoncelle)
- Suite Brève pour flûte, alto et harpe (1923, dédiée « à Albert Roussel », publiée aux éditions Sénart)
- Quatre pièces pour flûte et violon (1924, publié aux éditions Sénart)
- Quatre pièces pour flûte et harpe (1926)
- Quintette pastoral pour instruments à vent (flûte, hautbois, clarinette, basson et cor, 1923)

### Musique orchestrale
- Conte Fantasque pour orchestre (1918), sur un argument de Gabriel Boissy